# Les Bulles
Les Bulles är en ort i Belgien.   Den ligger i provinsen Luxemburg och regionen Vallonien, i den sydöstra delen av landet, 150 km sydost om huvudstaden Bryssel. Les Bulles ligger 319 meter över havet och antalet invånare är 512.
Terrängen runt Les Bulles är platt. Närmaste större samhälle är Virton, 17,0 km sydost om Les Bulles. 
I omgivningarna runt Les Bulles växer i huvudsak blandskog. Runt Les Bulles är det ganska glesbefolkat, med 43 invånare per kvadratkilometer.